# Candidus Wizo
Pour les articles homonymes, voir Candidus.
Œuvres principales
- De passione domini
- Epistola num Christus corporeis oculis deum videre potuerit

Candidus Wizo est un philosophe et théologien de la fin du VIIIe siècle et du début du IXe siècle. 
Originaire d'Angleterre, il fait partie des élèves d'Alcuin et s'illustre comme lui pendant la Renaissance carolingienne.
Comme philosophe, il fut un des premiers à avoir proposé une preuve de l'existence de Dieu. De même dans son œuvre philosophique, plutôt que de chercher des références bibliques, il se fonde sur la réflexion personnelle, séparant ainsi la philosophie de la théologie.

## Biographie
Candidus est né en Angleterre avant le début des années 770. Son nom de naissance est Hwita, qui signifie « blanc » en vieil anglais ; c'est son maître Alcuin qui le surnomme Candidus dans les lettres qu'il lui adresse.
Moine à Lindisfarne, en Northumbrie, Candidus se rend en Europe continentale, probablement en 793, et y reste à l'exception d'un bref retour à Lindisfarne vers 794. Il fait partie de l'entourage de l'archevêque Arn de Salzbourg et se rend à Rome à deux reprises, en 799 et en 800-801. Il disparaît des sources après 802, à moins qu'il ne faille l'identifier au dénommé Waso qui est évêque de Trèves entre 804 et 809 environ.

## Œuvre
L'œuvre de Candidus Wizo se compose de deux textes qui lui sont explicitement attribués dans les plus anciens manuscrits qui les préservent et d'autres textes qui lui sont attribués par les chercheurs modernes avec plus ou moins de certitude.
Le traité De passione domini est un commentaire sur la Passion du Christ dans lequel Candidus développe quelques idées personnelles tout en s'appuyant fortement sur les travaux antérieurs d'Alcuin et de Bède le Vénérable. Il y témoigne d'une certaine bienveillance à l'égard des Juifs. Pour lui, la crucifixion n'est pas un crime imputable éternellement aux Juifs, mais il est un forfait qui se trouve sans cesse répété par les mauvais chrétiens qui désobéissent à Dieu par leurs mauvaises actions.[réf. nécessaire]
L'autre texte explicitement attribué à Candidus Wizo a parfois été attribué à tort à son homonyme et contemporain Candide de Fulda, poète latin et biographe. Il s'agit d'une lettre concernant le caractère incorporel de Dieu, en réponse à un moine qui se demandait si Jésus pouvait voir Dieu avec ses yeux physiques.
Les œuvres attribuées à Candidus Wizo par les chercheurs modernes comprennent des commentaires philosophiques et théologiques sur la Trinité et l'existence de Dieu, des exercices de logique et des sermons. C'est dans ces textes qu'il développe réellement une pensée philosophique originale.